# Erioptera (Teleneura) argentifrons
Erioptera (Teleneura) argentifrons is een tweevleugelige uit de familie steltmuggen (Limoniidae). De soort komt voor in het Oriëntaals gebied.